# 1773 Rumpelstilz
1773 Rumpelstilz è un asteroide della fascia principale. Scoperto nel 1968, presenta un'orbita caratterizzata da un semiasse maggiore pari a 2,4364776 UA e da un'eccentricità di 0,1266839, inclinata di 5,39613° rispetto all'eclittica.
L'asteroide è dedicato al personaggio di Tremotino (in originale tedesco Rumpelstilzchen), protagonista di una fiaba dei fratelli Grimm.